# アクラ都市圏
アクラ都市圏（Accra Metropolis District）またはアクラ首都圏は、グレーター・アクラ州の地方行政区画のうちの一つ。